# (469306) 1999 CD158
(469306) 1999 CD158, também escrito como (469306) 1999 CD158, é um objeto transneptuniano que está localizado no cinturão de Kuiper, uma região do Sistema Solar. Este corpo celeste está em uma ressonância orbital de 4:7 com o planeta Netuno, ou seja, para cada sete órbitas que Netuno completa, este objeto completa quatro. (469306) 1999 CD158 possui uma magnitude absoluta de 5,1 e tem um diâmetro aproximado de cerca de 420 quilômetros. O astrônomo Mike Brown lista este objeto em sua página na internet como um candidato a possível planeta anão.

## Descoberta
(469306) 1999 CD158 foi descoberto no dia 10 de fevereiro de 1999 pelos astrônomos J. X. Luu, D. C. Jewitt e C. A. Trujillo.

## Órbita
A órbita de (469306) 1999 CD158 tem uma excentricidade de 0,142 e possui um semieixo maior de 43,898 UA. O seu periélio leva o mesmo a uma distância de 37,664 UA em relação ao Sol e seu afélio a 50,132 UA.
Atualmente o mesmo está a uma distância de 47,4 UA em relação ao Sol.